# Гаджибеков, Исмаил Октаевич

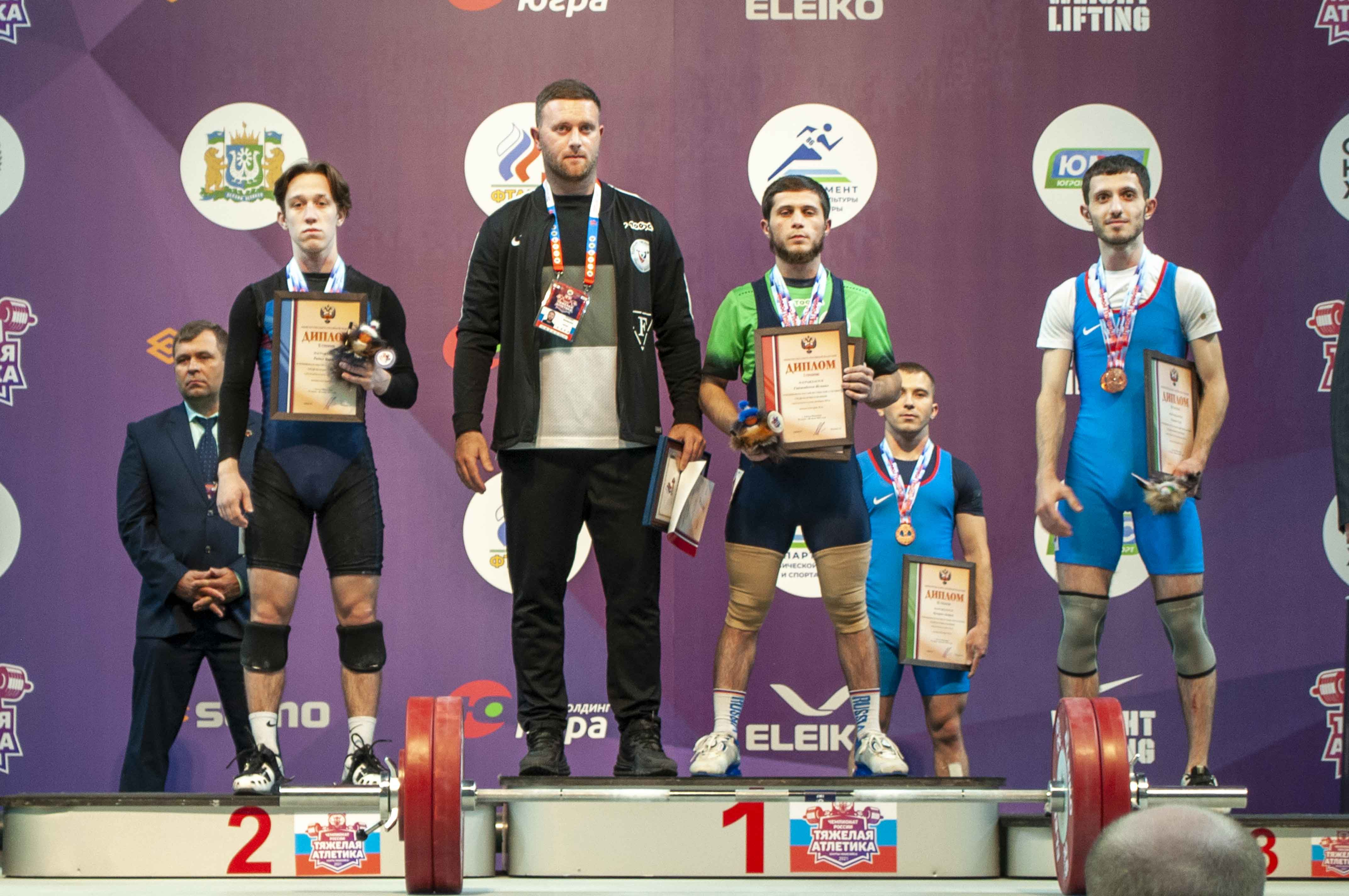
Исмаил Гаджибеков на пьедестале в ранге чемпиона России 2021 года

Исмаил Октаевич Гаджибеков (29 июля 1995, Мискинджа, Докузпаринский район, Дагестан, Россия) — российский тяжелоатлет, четырёхкратный чемпион и двукратный серебряный призёр чемпионатов России и пятикратный обладатель Кубка России.

## Биография
Является воспитанником махачкалинской ССШОР им. Али Алиева. В августе 2020 года в Грозном завоевал серебряную медаль чемпионата России. В январе 2021 года в Старом Осколе стал обладателем Кубка России. 2 июня 2021 года в Ханты-Мансийске завоевал титул чемпиона России, став первым дагестанцем в истории современной России чемпионом страны по тяжелой атлетике, представляя родную Республику. 4 февраля 2022 года во второй раз завоевал титул обладателя Кубка России. 5 июля 2022 года в Хабаровске на чемпионате России Гаджибеков, завоевал серебряную медаль, выступая в весовой категории до 55 кг с результатом 225 кг. 7 февраля 2023 года в Грозном Исмаил Гаджибеков в третий раз завоевал Кубок России.
На чемпионате России по тяжёлой атлетике 2023 года, который состоялся в июне 2023 года, в Новом Уренгое, Исмаил во второй раз в карьере завоевал чемпионский титул с общим весом на штанге по сумме двух упражнений 237 килограммов. Установил два рекорда России — в рывке (112 кг), по сумме (237 кг). 26 января 2024 года в Туле в четвертый раз подряд выиграл Кубок России.
В июле 2024 года на чемпионате России в Новосибирске, Исмаил в третий раз в карьере стал чемпионом России с результатом 211 килограммов по сумме двух упражнений.
4 февраля 2025 года в городе Верхняя Пышма Свердловской области стал пятикратным обладателем Кубка России, установив рекорд России с общим весом на штанге в сумме двоеборья 238 кг.
В апреле 2025 года в статусе нейтрального атлета принял участие в чемпионате Европы, который состоялся в Кишинёве. В весовой категории до 55 кг Исмаил занял итоговое 8-е место с результатом 231 кг по сумме двух упражнений. В упражнении "рывок" стал седьмым (106 кг), в упражнении "толчок" был одиннадцатым (125 кг).
На чемпионате мира 2025 года в Санкт-Петербурге в категории до 55 кг стал четырёхкратный чемпионом России, зафиксировав 232 кг по сумме двоеборья. 

## Личная жизнь
Является выходцем из Докузпаринского района. По национальности — лезгин. Женат. Дети: сын Салим, 2018 г.р.; дочь Садия, 2021 г.р..

## Спортивные результаты
- Чемпионат России по тяжёлой атлетике 2020 — ;
- Кубок России по тяжёлой атлетике 2021 — ;
- Чемпионат России по тяжёлой атлетике 2021 — ;
- Кубок России по тяжёлой атлетике 2022 — ;
- Чемпионат России по тяжёлой атлетике 2022 — ;
- Кубок России по тяжёлой атлетике 2023 — ;
- Чемпионат России по тяжёлой атлетике 2023 — ;
- Кубок России по тяжёлой атлетике 2024 — ;
- Чемпионат России по тяжёлой атлетике 2024 — ;
- Кубок России по тяжёлой атлетике 2025 —
- Чемпионат России по тяжёлой атлетике 2025 — ;